# Lijst van vroege christelijke schrijvers
Nadat het jongste boek van wat nu het Nieuwe Testament heet, rond het jaar 100 voltooid was, duurde het nog zo'n 200 jaar voor de kerken het eens konden worden welke boeken in de canon zouden worden opgenomen. Naast de in de canon opgenomen boeken die grotendeels uit de eerste eeuw dateren, zijn er nog veel andere christelijke geschriften uit de tweede en derde eeuw. Sommige waren kennelijk bedoeld als Bijbelboek, maar werden geweigerd omdat men ze voor een vervalsing hield, andere propageerden een van die van de officiële kerk afwijkende leer. Te denken is aan de gnostiek, bekend van het evangelie van Thomas. Soms werden deze in bepaalde gebieden als canoniek beschouwd, maar later toch afgewezen; sommige boeken werden of worden door sommige kerken als canoniek geaccepteerd. Men spreekt van de apocriefen van het Nieuwe Testament. Deze boeken staan niet op de in dit artikel gepresenteerde lijst.

## Lijst
Op de onderstaande lijst staan wel:
- Apostolische Vaders, een groep schrijvers en leiders van de Kerk van de tweede eeuw; hun boeken werden niet verworpen, maar ook niet meer in de Bijbel opgenomen.
- Belangrijke theologen uit de eerste eeuwen na Christus, vaak bekend als Kerkvaders.

De theologische geschriften uit deze periode worden bestudeerd door beoefenaren van het vakgebied van de patristiek (pater is Latijn voor vader).
| Naam                         | Werk/woonplaats                                                            | Jaar               | Functie                                          | Geschrift | Taal                                                           | Bijzonderheden                                                                        | Afbeelding |
| ---------------------------- | -------------------------------------------------------------------------- | ------------------ | ------------------------------------------------ | --- | -------------------------------------------------------------- | ------------------------------------------------------------------------------------- | ---------- |
| Papias                       | Hiërapolis                                                                 | 65-130             | Bisschop                                         | Uitleg van de "logia" van de Heer (alleen enkele citaten over)                                                        | Grieks                                                         |                                                                                       |            |
| Ignatius                     | Antiochië                                                                  | 69-107             | Bisschop                                         | Zeven brieven | Grieks                                                         | Gevangen naar Rome gevoerd en daar in de arena voor de leeuwen gegooid.               |            |
| Clemens van Rome             | Rome                                                                       | 92-101 (pausschap) | Paus (Bisschop van Rome)                         | 1 Clemens: brief aan de gemeente van Korinte AD 96; 2 Clemens is een preek, waarvan het auteurschap betwijfeld wordt. | Grieks                                                         | Verbannen, terechtgesteld door verdrinking.                                           |            |
| Polycarpus                   | Smyrna                                                                     | 69-156             | Bisschop                                         | Brief gemeente Filippi. Over zijn marteldood als 86-jarige, is er een verslag, een martyrium.                         | Grieks                                                         | Brandstapel.                                                                          |            |
| Schrijver van de Didachè     | Syrië                                                                      | ca 100             |                                                  | | Grieks                                                         |                                                                                       |            |
| Schrijver Brief van Barnabas | Alexandrië                                                                 | 120-140            |                                                  | | Grieks                                                         |                                                                                       |            |
| Justinus Martyr              | Efeze, Rome (reisde rond)                                                  | 100-165            | Filosoof                                         | Apologie I en II; Dialoog met Trypho,                                                                                 | Grieks                                                         | Onthoofd te Rome                                                                      |            |
| Hermas                       | Rome                                                                       | ca 150             |                                                  | Herder van Hermas | Grieks                                                         |                                                                                       |            |
| Irenaeus                     | Lyon                                                                       | 140-202            | Bisschop                                         | Adversus Haereses; Bewijs van de Apostolische prediking.                                                              | Grieks                                                         |                                                                                       |            |
| Clemens van Alexandrië       | Alexandrië                                                                 | 125/150 - 215      | Leraar, filosoof                                 | Protrepticus; Paedagogus; Stromata                                                                                    | Grieks                                                         |                                                                                       |            |
| Tertullianus                 | Carthago                                                                   | 155-232            | Theoloog                                         | Apologie; Tegen Marcion; Tegen Praxeas                                                                                | Latijn                                                         | Schiep een Latijns theologisch begrippenkader; was als Montanist eigenlijk heterodox. |            |
| Hippolytus                   | Rome                                                                       | 170-235            | Theoloog; tegenpaus                              | Weerlegging van de ketterijen; Handboek kerkorde; commentaar Daniël                                                   | Grieks (laatste Romeinse kerkvader die in het Grieks schreef); | Tegelijk met de reguliere paus verbannen, waar ze vrede sloten; stierf de marteldood  |            |
| Origenes                     | Alexandrië; Caesarea                                                       | 185-254            | Theoloog; leraar; tekstcriticus.                 | Hexapla; Over de beginselen; Aansporing tot het martelaarschap; commentaren, o.a op Johannesevangelie; Tegen Celsus.  | Grieks                                                         | Predikte Alverzoening, feitelijk heterodox.                                           |            |
| Cyprianus                    | Carthago                                                                   | 248-259            | Bisschop                                         | "De eenheid van de kerk"                                                                                              | Latijn                                                         | Marteldood                                                                            |            |
| Novatianus                   | Rome                                                                       | ca 250             | Tegenpaus                                        | Over de Drie-Eenheid                                                                                                  | Latijn                                                         |                                                                                       |            |
| Dyonysius van Alexandrië     | Alexandrië                                                                 | stierf 265         | 247 hoofd catechumenschool; 'Paus van Alexandrië | Beloften (tegen Nepos)                                                                                                | Grieks                                                         | martelaar                                                                             |            |
| Eusebius van Caesarea        | Caesarea                                                                   | 263-339            | Bisschop; kerkhistoricus                         | Kroniek; Kerkgeschiedenis                                                                                             | Grieks                                                         |                                                                                       |            |
| Arnobius                     | Sicca (Tunesië)                                                            | ca 300             |                                                  | Adversus Nationum | Latijn                                                         |                                                                                       |            |
| Lucianus van Antiochië       | Antiochië                                                                  | stierf 312         | bisschop; tekstgeleerde                          | Luciaanse recensie Septuagint                                                                                         | Grieks                                                         | Doodgehongerd                                                                         |            |
| Athanasius                   | Alexandrië                                                                 | 296-373            | Bisschop                                         | Over de vleeswording; Leven van Antonius; polemische geschriften; paasbrieven                                         | Grieks                                                         | Veelvuldig verbannen of ondergedoken                                                  |            |
| Epiphanius van Salamis       | Salamis op Cyprus                                                          | 310-403            | Bisschop                                         | Panarion | Grieks                                                         |                                                                                       |            |
| Basilius van Caesarea        | Caesarea (Cappadocië)                                                      | 330-379            |                                                  | | Grieks                                                         |                                                                                       |            |
| Gregorius van Nazianze       | Constantinopel                                                             | 329-389            | Bisschop                                         | Christu patiens (auteurschap omstreden)                                                                               | Grieks                                                         | grondlegger formulering leer van de Drie-Eenheid                                      |            |
| Diodorus van Tarsus          | Tarsus                                                                     | Stierf ca 390      | Bisschop                                         | | Grieks                                                         |                                                                                       |            |
| Ambrosius van Milaan         | Milaan                                                                     | 339-397            | Bisschop                                         | Liederen; exegetische werken; dogmatische werken; over ascese, preken.                                                | Latijn                                                         |                                                                                       |            |
| Theodorus van Mopsuestia     | Mopsuestia                                                                 | 350-428            | Bisschop                                         | | Grieks                                                         | Na zijn dood namen de Nestorianen zijn geloofsbelijdenis aan                          |            |
| Augustinus van Hippo         | Hippo                                                                      | 354-430            | Bisschop                                         | Confessiones; De Civitate Dei. Preken, commentaren; tegen Pelagius, tegen de Donatisten.                              | Latijn                                                         |                                                                                       |            |
| Hiëronymus van Stridon       | Bethlehem                                                                  | 345-420            | Monnik; geleerde                                 | Vulgaat, commentaren.                                                                                                 | Latijn                                                         |                                                                                       |            |
| Johannes Chrysostomus        | Tot 397 priester Antiochië; 397-405 bisschop Constantinopel; 405 verbannen | 350-407            | Bisschop; prediker.                              | Veel preken zijn bewaard gebleven                                                                                     | Grieks                                                         |                                                                                       |            |
| Cyrillus van Alexandrië      | Alexandrië                                                                 | 375-444            | Monnik, aartsbisschop                            | | Grieks                                                         |                                                                                       |            |
| Vincentius van Lérins        | Lérins (Frankrijk)                                                         | stierf rond 450    | Monnik                                           | Commonitorium | Latijn                                                         |                                                                                       |            |
| Gregorius de Grote I         | Rome                                                                       | 540-604            | Paus                                             | Dialogen | Latijn                                                         |                                                                                       |            |
| Isidorus van Sevilla         | Sevilla                                                                    | 560-604            | Aartsbisschop                                    | Encyclopedie | Latijn                                                         |                                                                                       |            |